# Macrothemis lauriana
Macrothemis lauriana är en trollsländeart som beskrevs av Friedrich Ris 1913. Macrothemis lauriana ingår i släktet Macrothemis och familjen segeltrollsländor. IUCN kategoriserar arten globalt som livskraftig. Inga underarter finns listade i Catalogue of Life.